# P53

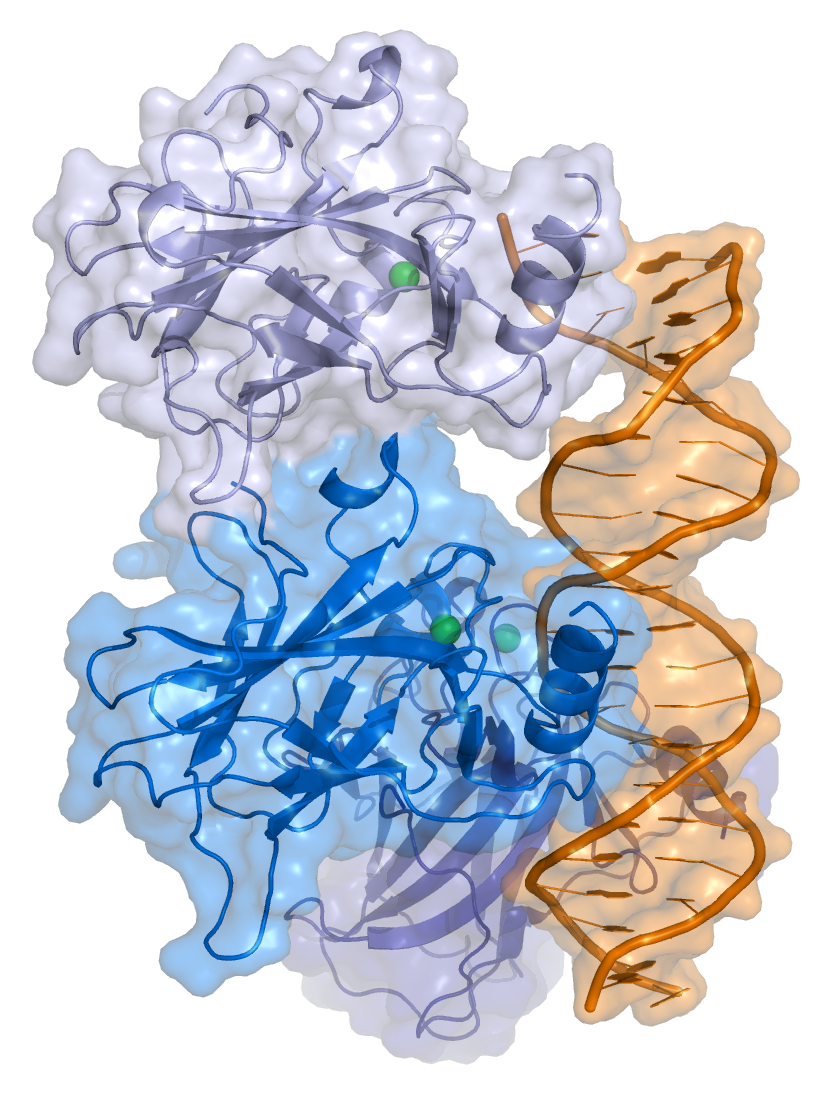
p53 navázaný na vlákně DNA

p53 je protein kódovaný genem TP53 a zároveň transkripční faktor zabraňující vzniku nádorů. TP53 je tedy tumor supresorový gen. Název pochází ze skutečnosti, že při analýze metodou SDS-PAGE vykazuje molekulovou hmotnost 53 kilodaltonů. Jeho skutečná hmotnost je sice 43,7 kilodaltonů, nicméně tento protein obsahuje vysoké zastoupení aminokyseliny prolinu, který zpomaluje jeho migraci při SDS-PAGE 
Vyskytuje se v genomu již velmi primitivních živočichů, jako jsou vločkovci, a má poměrně stabilní stavbu.

## Funkce
Protein p53 reguluje expresi mnohých genů, které mohou kontrolovat růst buněk, apoptózu (programovanou buněčnou smrt), opravu DNA, stárnutí buněčných populací a angiogenezi (růst nových cév). p53 vyhledává na DNA poškozená místa a pokud takové najde, spustí transkripci genu p21, který zastaví dělení buňky, dokud není poškozené místo reparováno. Pokud to nelze, buňka spustí programovanou buněčnou smrt.
Funkce proteinu p53 je regulována řadou mechanismů, například změnou poločasu jeho životnosti, protože v klidovém stavu je buňkami rychle degradován. Důležitou roli hraje protein Mdm2, který funguje jako ubiquitin E3 ligáza, připojuje tedy na p53 ubiquitin, což jej označuje pro degradaci na proteazomu. Kromě toho se p53 po vazbě na Mdm2 přesouvá z jádra do cytoplasmy, což dále blokuje jeho aktivitu.
Další způsob je regulace p53 fosforylací, kterou jsou posttranslačně modifikovány především jeho N-terminální a C-terminální domény, což zprostředkovávají jednak kinázy z třídy MAPkináz, které jsou aktivovány celou řadou stresových signálů (oxidativní stres, osmotický šok, zvýšená teplota, poškození membrány a další), jednak kinázy aktivované při poškození DNA.
Po fosforylaci p53 se tento protein může vázat na koaktivátory transkripce, jako je p300 a PCAF, které mohou tento protein acetylovat a tím měnit jeho aktivitu na různých promotorech.

## Mutace
Význam p53 dokládá i to, že u téměř poloviny všech lidských nádorů je gen pro tento protein zmutovaný. Syndrom Li-Fraumeni je genetické onemocnění, při kterém se v rodině dědí mutace v genu p53 a dochází k vysoké incidenci nádorů v časném věku.